# Поршнев, Павел Павлович
Павел Павлович Поршнев (28 июня 1964) — советский и российский футболист, защитник, полузащитник, тренер.
Начал заниматься футболом в клубе «Аэропорт» (Омск), тренер Олег Пенкин. Дебютировал в 1991 году в омском «Иртыше» во второй низшей лиге. Практически всю карьеру провёл в «Иртыше» в первом (1992—1995, 1997—1998) и втором (1996, 1999—2006) дивизионах России. Сыграл за команду 344 игры, забил три гола. Второй круг 1997 года провёл в красноярском «Металлурге» во второй лиге, первый круг 1999 года отыграл в чемпионате Казахстана за «Аксесс-Есиль» Петропавловск.
В 2007—2011, 2012—2016 годах работал в «Иртыше» тренером. В 2017 году — тренер в ФК «Муром». Позже — преподаватель в колледже профессиональных технологий и тренер ФК «Молния» в Омске. Имеет тренерскую лицензию «А».